# Особистої безпеки не гарантую...
«Особистої безпеки не гарантую...» (рос. «Личной безопасности не гарантирую...») — російський радянський художній фільм 1980 року.

## Зміст
У березні 1946 року в один із західних районів країни, де йшла збройна боротьба місцевого населення проти радянської окупації,  прибув для встановлення радянської влади випускник Ленінградської партійної школи Андрій Бологов. Андрій отримав завдання організувати вивіз заготовленого лісу з далеких ділянок, але ледь утік із лап «лісових братів» Краковського. Практиканту з партшколи та місцевому голові сільради разом із жителями довелося вступити в боротьбу з повстанцями та ідейними борцями проти радянської влади.
Місцевість надумана: події в півселі Слобідка Чистоозерного району (26.43 на таблиці сільради), де чомусь великий храм є; поряд Кленівка (34.04); 1:10.15 Михальовський большак в 3 км; 1:10.20 село Блудне. На початку вказано, що поряд кордон і море.

## Ролі
- Івар Калниньш — Андрій Бологов, практикант з партшколи
- Семен Морозов — Іван Моргунок, голова сільради
- Леонхард Мерзін — Євген Володимирович Краковський, вожак Кряк, бувший поміщик, в лісі з ним брат Анатолій 1:13.20
- Віктор Павлов — Шишка, корчмар
- Ніна Русланова — Степаніда
- Михайло Кокшенов — Матвій Сиротка, боєць Кряка
- Наталія Богунова — Надія Миколаївна
- Наталя Бражникова — Ганна Краковська, звідна сестра Євгена, гине в кінці фільму
- Микола Кузьмін — Сиротка-старший
- Олексій Кожевников — Служка
- Тетяна Говорова — дружина Служки
- Валерій Агафонов — Антек
- Олексій Кримов — Микола Сивий
- Галина Омельченко — Авдотья
- Анатолій Азо — Ковальов
- Леонард Варфоломєєв — секретар райкому
- Борис Аракелов — Веселий
- Олександр Суснін — Клест
- Павло Первушин — Федір
- Валерій Кравченко — Грач, боєць Кряка, присвоїв чоботи Бологова

### Озвучування
- Сергій Малишевський — Андрій Бологов
- Ігор Єфімов — Євген Краковський

## Знімальна група
- Автор сценарію: Геннадій Бекаревич
- Режисер: Анатолій Вехотко
- Оператор: Олександр Чечулін
- Художник: Валерій Юркевич
- Композитор: Ігор Цвєтков
- Звук: Григорій Ельберт